# Archie Lafranco
Archie Lafranco (15 de julio de 1965) es un actor español, nacido en Cadavedo, Asturias. Su nombre real es José María Suárez Suárez, y que tiene su residencia en México desde 1989. Ha actuado en muchas telenovelas y películas.
Casado en 2007 y separado desde 2019. 
tiene

## Trayectoria
- Golpe de suerte (2023 - 2024) .... Marco Valardi
- Mi camino es amarte (2022 - 2023) .... Jorge Altamirano
- Mi fortuna es amarte (2021) .... Pedro
- Diseñando tu amor (2021) .... Ernesto
- Tenías que ser tú (2018) .... Padre de Simona
- Hijas de la luna (2018) .... Jerome Frankfurt
- Mujeres de negro (2016)... Saúl
- Tres veces Ana (2016) .... Samuel
- La sombra del pasado (2014 - 2015) .... Alejandro/Gonzalo Ballesteros
- Por siempre mi amor (2014) .... Nicolás Belmonte
- Amores verdaderos (2012 - 2013) .... Stéfano Longoria
- Dos hogares (2012) .... Servando Urióstegui
- Triunfo del amor (2010 - 2011) .... Pedro
- Corazón salvaje (2009 - 2010) .... Santiago Aldama de la Cruz
- Atrévete a soñar (2009 - 2010) .... Padre Raúl
- Verano de amor (2009) .... William
- Mañana es para siempre (2008 - 2009) .... Rolando Alvear
- Cuidado con el ángel (2008 - 2009) .... Gustavo Lizárraga
- Tormenta en el paraíso (2007 - 2008) .... Manuel de Molina "Hombre blanco"
- Destilando amor (2007) .... Benvenuto Bertolucci
- La fea más bella (2006 - 2007) .... Lic. Fuentes
- Alborada (2005 - 2006) .... Rodrigo de Rivera
- La madrastra (2005) .... Luciano Cisneros
- Piel de otoño (2005) .... Dr. Silva
- Rebelde (2004 - 2005) .... Zarzuela
- Corazones al límite (2004) .... Paul
- Velo de novia (2003) .... Carlos Alfredo Escobar
- Alegrijes y rebujos (2003 - 2004) .... Vendedor de autos
- ¡Vivan los niños! (2002 - 2003) .... Dimitri
- Las vías del amor (2002 - 2003) .... Alan Miller
- Aventuras en el tiempo (2001) .... Rómulo
- Carita de ángel (2001) .... Lorenzo
- DKDA Sueños de juventud (1999 - 2000) .... Iván
- Infierno en el paraíso (1999) .... Paul Rivers
- Una luz en el camino   (1998) .... Juan Carlos
- Mi querida Isabel (1996 - 1997) .... Dr. Carlos
- El premio mayor (1996 - 1997) .... Daniel

### Series de TV
- Como dice el dicho (2011-2018) .... Varios personajes
- La rosa de Guadalupe (2008-2018) .... Varios personajes
- Morir en martes (2010) .... Raúl Medrano
- Hermanos y detectives (2009) .... Teniente Alcocer
- La familia P. Luche (2003) .... Episodio "Viaje a Cancún"
- Diseñador de ambos sexos Capítulo 43: "Posesión" (2001) .... Invitado de Halloween
- Dallas (2012 - 2014) .... Ethan Greene